# Cybianthus buchtienii
Cybianthus buchtienii är en viveväxtart som först beskrevs av Ferdinand Albin Pax, och fick sitt nu gällande namn av G. Agostini. Cybianthus buchtienii ingår i släktet Cybianthus, och familjen viveväxter. Inga underarter finns listade i Catalogue of Life.